# International Student Identity Card
«International Student Identity Card» («ISIC», исик) — удостоверение личности, опознающее владельца как студента. На данный момент это единственное международно признанное удостоверение такого рода. Используется в 135 странах мира.
Держатели карт получают скидки и специальные предложения во множестве фирм, в частности в сфере путешествий и транспортных сервисов, таких как авиаперелёты, автобусный и железнодорожный транспорт, паромы и аренда автомобилей. Другие скидки предоставляются на такие услуги, как посещение музеев и исторических памятников, различных культурных достопримечательностей, баров и ресторанов, проживание в отелях и гостиницах.
Рекомендованная цена карты для США — 22 доллара, для Великобритании — 6 фунтов, для Германии — 10 евро.
Карта выдается Ассоциацией ISIC, которая описывает себя как «международная некоммерческая членская ассоциация Международной студенческой туристической конфедерации» (International Student Travel Confederation). Согласно данным ассоциации, с начала 1960-х годов было выдано почти 46 миллионов карт.
- В России оформление карты стоит 600 рублей (800 рублей для ISIC-БСК).
- В Украине оформление карты стоит 250 гривен.
- В Беларуси оформление карты стоит 6 долларов США.
- В Казахстане оформление карты стоит 3500 тенге.
- В США стоимость карт составляет 25 долларов[3]

ISIC поддерживается организацией ЮНЕСКО.

## Кто может оформить себе ISIC?
1. Школьники от 12 лет.
2. Учащиеся техникумов, колледжей и училищ, а также ученики музыкальных и спортивных школ.
3. Студенты дневных и вечерних отделений очной формы обучения.
4. Аспиранты/интерны очной формы обучения.

Кроме карточки для студентов, также существует ITIC (международное удостоверение для преподавателя) и IYTC (международное удостоверение для молодёжи до 30 лет включительно), которые предоставляют специальные скидки для преподавателей и молодых людей по всему миру.

## Период действия карты ISIC
Карточка ISIC действительна с сентября текущего года по декабрь следующего года (максимум 16 месяцев). Если, например, оформить карту в феврале, то она будет действовать только до декабря того же года. Если оформить в сентябре или октябре, то ISIC будет действителен до декабря следующего года. Поэтому выгоднее оформлять ISIC в сентябре, в самом начале учебного года.
Комбинированные карты ISIC+MasterCard, выпущенные банками, действуют в течение периода, указанного на самой карте, обычно, до двух лет.